# Oyster Creek (Texas)
Oyster Creek est une petite ville située au sud-est du comté de Brazoria, au Texas, aux États-Unis,.

## Démographie
Lors du recensement de 2010, la ville comptait une population de 1 111 habitants. Elle est estimée, le 1er juillet 2019, à 1 409 habitants.

### Source de la traduction
- (en) Cet article est partiellement ou en totalité issu de l’article de Wikipédia en anglais intitulé « Oyster Creek, Texas » (voir la liste des auteurs).